# Georg Stach
Gustav Georg August Stach (* 15. Juli 1912 in Berlin; † 9. März 1945 in Königs Wusterhausen) war ein deutscher Radrennfahrer.
Mit 18 Jahren gewann Stach das 180 km lange Rennen Berlin–Schwedt–Berlin. 1931 siegte er beim Großen Straßenpreis von Hannover und war Mitglied des Meisterteams vom BRV Armininius 1894 Berlin im Straßen-Mannschaftsfahren (zusammen mit Rudolf Risch, Karl Stache, Alex Panke, Walter Kerber und Willi Graefe). 1932 siegte Stach beim Eintagesrennen Berlin–Leipzig. 1933 gewann er Rund um die Hainleite, wurde Neunter der Ungarn-Rundfahrt und ebenfalls Neunter bei der Straßenweltmeisterschaft in Paris.
1934 wurde Georg Stach als Profi Dritter bei Rund um Köln, denselben Platz belegte er 1935 bei Berlin–Cottbus–Berlin sowie bei Rund um Berlin. Nachdem er 1935 bei den Deutschen Straßenmeisterschaften den dritten Platz belegt hatte, wurde er 1940 Deutscher „Kriegsmeister“ auf der Straße. Stach fuhr auch Steherrennen; so wurde er 1941 Fünfter der Deutschen Steher-Meisterschaften.  Viermal gewann er den „Großen Preis von Berlin“ im Steherrennen. 
1935 nahm Georg Stach auf eigene Kosten als Einzelfahrer an der Tour de France teil, musste aber auf der letzten Etappe aufgeben, nachdem er bei zwei früheren Etappen jeweils den vierten Platz belegt hatte.
Seit 1939 war er mit Gerda Gründler verheiratet.
Georg Stach wurde im Zweiten Weltkrieg in den letzten Kriegstagen auf dem Rückzug seiner Einheit in der Nähe von Königs Wusterhausen schwer verletzt (Lungensteckschuss) und starb an den Folgen im Kriegslazarett 909 in Königs Wusterhausen.